# Paul Allen (voetballer)
Paul Kevin Allen (Aveley, 28 augustus 1962) is een Engels voormalig betaald voetballer. Allen was een offensieve middenvelder die voor West Ham United en Tottenham Hotspur uitkwam. Met beide clubs won hij de FA Cup. Hij was ook actief met Southampton in de Premier League.

## Clubcarrière
Allen is vooral bekend van zijn periodes bij jeugdclub West Ham United (1979–1985) en Tottenham Hotspur (1985–1993), wat in totaal 14 seizoenen overbrugde.
Allen won de FA Cup met West Ham in 1980 tegen Arsenal, een doelpunt van Trevor Brooking. In 1991 herhaalde Allen dat kunstje met Spurs tegen Nottingham Forest (1–2). Spurs met Allen, Paul Gascoigne en Gary Lineker, won de beker na verlengingen, waarin Des Walker een merkwaardig eigen doelpunt scoorde. In 1991 werd Allen door de Tottenham-fans gestemd als hun speler van het jaar.
In 1993 verhuisde Allen naar Southampton, waarmee hij in de Premier League actief was. Eerder speelde hij al een seizoen in de Premier League met Spurs (1992–1993). In twee seizoenen op The Dell speelde Allen ongeveer de helft van de competitiewedstrijden (43). Allen verliet de Saints in 1995 na uitleenbeurten aan Football League First Division-clubs Luton Town en Stoke City. Hij verkaste in 1995 naar derdeklasser Swindon Town en gidste de club naar de First Division (tweede klasse) in 1996.
In 1997 droeg Allen het shirt van derdeklasser Bristol City en kwam tot vijftien competitiewedstrijden in de Football League Second Division.
Allen zette in 1998 op bijna 36-jarige leeftijd een punt achter zijn profcarrière bij toenmalig derdeklasser Millwall.

## Erelijst
| Competitie                      |                 |                 |
| Competitie                      | Aantal          | Jaren           |
| West Ham United                 | West Ham United | West Ham United |
| ------------------------------- | --------------- | --------------- |
| FA Cup                          | 1×              | 1979/80         |
| Tottenham Hotspur               |                 |                 |
| FA Cup                          | 1×              | 1990/91         |
| FA Charity Shield               | 1×              | 1991            |
| Swindon Town                    |                 |                 |
| Football League Second Division | 1×              | 1995/96         |